# Shia LaBeouf
Shia Saide LaBeouf (født 11. juni 1986) er en amerikansk skuespiller. Han har bl.a. medvirket i filmene Transformers, Indiana Jones og Krystalkraniets Kongerige, Lawless og Disturbia.

## Filmografi
- The Peanut Butter Falcon (2019)

## Fodnoter
1. ↑  According to the State of California. California Birth Index, 1905-1995. Center for Health Statistics, California Department of Health Services, Sacramento, California. At Ancestry.com